# Tournoi de clôture du championnat de Colombie de football 2019
Navigation
Tournoi précédent Tournoi suivant
Le tournoi de clôture de la saison 2019 du Championnat de Colombie de football est le deuxième tournoi de la soixante-douzième édition du championnat de première division professionnelle en Colombie. Les vingt meilleures équipes du pays disputent le championnat semestriel qui se déroule en deux phases :
- lors de la phase régulière, les équipes s'affrontent une fois plus une rencontre face à une formation du même secteur géographique.
- la phase finale du tournoi de clôture se joue sous forme de deux poules de quatre équipes dont les vainqueurs s'affrontent lors d'une final aller-retour.

## Clubs participants
- Águilas Doradas
- Alianza Petrolera
- América de Cali
- Atlético Bucaramanga
- Atlético Huila
- Atlético Nacional
- Cúcuta Deportivo - Promu de Torneo Aguila
- Deportes Tolima
- Deportivo Cali
- Deportivo Pasto
- Envigado FC
- Independiente Medellín
- Jaguares
- Junior
- La Equidad
- Millonarios
- Once Caldas
- Patriotas
- Santa Fe
- Unión Magdalena - Promu de Torneo Aguila

## Compétition
Le barème utilisé pour établir l'ensemble des classements est le suivant :
- Victoire : 3 points
- Match nul : 1 point
- Défaite : 0 point

### Phase régulière

#### Classement[1]
| Rang | Équipe                 | Pts | J  | G  | N | P  | Bp | Bc | Diff |
| ---- | ---------------------- | --- | -- | -- | - | -- | -- | -- | ---- |
| 1    | Atlético Nacional      | 30  | 19 | 8  | 6 | 5  | 27 | 20 | +7   |
| 2    | América de Cali        | 25  | 19 | 6  | 7 | 6  | 19 | 20 | -1   |
| 3    | Deportivo Cali         | 29  | 19 | 8  | 5 | 6  | 19 | 15 | +4   |
| 4    | JuniorT                | 32  | 19 | 9  | 5 | 5  | 32 | 17 | +15  |
| 5    | Independiente Santa Fe | 31  | 19 | 8  | 7 | 4  | 27 | 13 | +14  |
| 6    | Deportes Tolima        | 39  | 19 | 12 | 3 | 4  | 34 | 22 | +12  |
| 7    | Alianza Petrolera      | 19  | 19 | 6  | 1 | 12 | 22 | 33 | -11  |
| 8    | Cúcuta DeportivoP      | 34  | 19 | 9  | 7 | 3  | 29 | 19 | +10  |
| 9    | Independiente Medellín | 34  | 19 | 9  | 7 | 3  | 29 | 19 | +10  |
| 10   | Once Caldas            | 36  | 19 | 10 | 6 | 3  | 25 | 16 | +9   |
| 11   | Millonarios            | 25  | 19 | 6  | 7 | 6  | 23 | 23 | 0    |
| 12   | Atlético Bucaramanga   | 35  | 19 | 11 | 2 | 6  | 25 | 20 | +5   |
| 13   | Rionegro Águilas       | 32  | 19 | 9  | 5 | 5  | 21 | 19 | +2   |
| 14   | Deportivo Pasto        | 15  | 19 | 3  | 6 | 10 | 11 | 21 | -10  |
| 15   | Patriotas              | 20  | 19 | 5  | 5 | 9  | 17 | 26 | -9   |
| 16   | Envigado FC            | 20  | 19 | 5  | 5 | 9  | 20 | 28 | -8   |
| 17   | La Equidad             | 36  | 19 | 11 | 3 | 5  | 22 | 14 | +8   |
| 18   | Atlético Huila         | 18  | 19 | 4  | 6 | 9  | 13 | 22 | -9   |
| 19   | Jaguares de Córdoba    | 14  | 19 | 3  | 5 | 11 | 13 | 29 | -16  |
| 20   | Unión MagdalenaP       | 9   | 19 | 1  | 6 | 12 | 15 | 28 | -13  |

|  | Qualification pour la phase finale  |
|  | T : Tenant du titre P : Promu de D2 |

### Phase finale

#### Finale
| Équipe          | Aller | Total | Retour | Équipe          |
| --------------- | ----- | ----- | ------ | --------------- |
| Atlético Junior | 0 - 0 | 0 - 2 | 0 - 2  | América de Cali |

| 1er décembre 2019 | Atlético Junior | 0 - 0   | América de Cali | Stade Metropolitano Roberto Meléndez Barranquilla |                           |
| 19h00 (UTC-5)     |                 | (0 - 0) |                 | Arbitrage : Mario Herrera                         | Arbitrage : Mario Herrera |

| 7 décembre 2019 | América de Cali | 2 - 0   | Atlético Junior | Stade olympique Pascual-Guerrero Cali |                           |
| 16h00 (UTC-5)   |                 | (2 - 0) |                 | Arbitrage : Wilmar Roldán             | Arbitrage : Wilmar Roldán |

- América de Cali remporte son 14ème titre de champion de Colombie.

### Classement Cumulé
| Rang | Équipe                  | Pts | J  | G  | N  | P  | Bp | Bc | Diff |
| ---- | ----------------------- | --- | -- | -- | -- | -- | -- | -- | ---- |
| 1    | América de CaliClo      | 92  | 54 | 27 | 11 | 16 | 75 | 58 | +17  |
| 2    | JuniorOuv               | 90  | 56 | 22 | 24 | 10 | 61 | 43 | +18  |
| 3    | Deportes Tolima         | 85  | 52 | 23 | 16 | 13 | 67 | 43 | +24  |
| 4    | Deportivo Cali          | 79  | 52 | 22 | 13 | 17 | 68 | 57 | +11  |
| 5    | Atlético Nacional       | 78  | 52 | 20 | 18 | 14 | 67 | 53 | +14  |
| 6    | Millonarios             | 78  | 46 | 22 | 12 | 12 | 61 | 47 | +14  |
| 7    | Deportivo Pasto         | 70  | 48 | 18 | 16 | 14 | 55 | 43 | +12  |
| 8    | Cúcuta DeportivoP       | 63  | 46 | 18 | 9  | 19 | 56 | 63 | -7   |
| 9    | Alianza Petrolera       | 60  | 46 | 14 | 18 | 14 | 39 | 41 | -2   |
| 10   | Independiente MedellínC | 59  | 40 | 16 | 11 | 13 | 62 | 50 | +12  |
| 11   | Once Caldas             | 56  | 40 | 15 | 11 | 14 | 46 | 36 | +10  |
| 12   | Santa Fe                | 54  | 46 | 12 | 18 | 16 | 44 | 42 | +2   |
| 13   | Patriotas               | 50  | 40 | 12 | 14 | 14 | 39 | 51 | -12  |
| 14   | Envigado FC             | 47  | 40 | 10 | 17 | 13 | 45 | 48 | -3   |
| 15   | Atlético Bucaramanga    | 46  | 40 | 11 | 13 | 16 | 40 | 49 | -9   |
| 16   | Unión MagdalenaP        | 45  | 40 | 11 | 12 | 23 | 40 | 66 | -26  |
| 17   | La Equidad              | 42  | 40 | 8  | 18 | 14 | 40 | 46 | -6   |
| 18   | Rionegro Águilas        | 40  | 40 | 9  | 15 | 16 | 42 | 57 | -15  |
| 19   | Jaguares                | 38  | 40 | 8  | 14 | 18 | 31 | 61 | -30  |
| 20   | Atlético Huila          | 35  | 40 | 6  | 17 | 17 | 32 | 56 | -24  |

|  | Qualification pour la Copa Libertadores 2020                                                                                 |
|  | Qualification pour la Copa Sudamericana 2020                                                                                 |
|  | Relégation directe en Torneo Aguila                                                                                          |
|  | Ouv : Vainqueur du tournoi Ouverture 2019 Clo : Vainqueur du tournoi Clôture 2019 C : Vainqueur de la Coupe de Colombie 2019 |

- La relégation est décidée en faisant la moyenne des points obtenus lors des trois dernières saisons (2017, 2018 et 2019). Les deux clubs les moins performants sont relégués en Primera B.

## Bilan de la saison
| Championnat de Colombie de football 2019 |                                                              |
| Champion                                 | América de Cali (14e titre)                                  |
| Coupes et trophées                       |                                                              |
| Vainqueur de la Coupe de Colombie 2019   | Independiente Medellín                                       |
| Qualifications continentales             |                                                              |
| Copa Libertadores 2020                   | Atlético Junior América de Cali                              |
| Copa Libertadores 2020                   | Independiente Medellín Deportes Tolima                       |
| Copa Sudamericana 2020                   | Deportivo Cali Atlético Nacional Millonarios Deportivo Pasto |
| Promotions et relégations                |                                                              |
| Promus en Primera A                      | Deportivo Pereira                                            |
| Promus en Primera A                      | Boyacá Chicó                                                 |
| Relégués en Primera B                    | Unión Magdalena                                              |
| Relégués en Primera B                    | Atlético Huila                                               |